# Детективска прича
Детективска прича (енг. Detective Story) је амерички филм ноар из 1951. године, чија радња приказује један дан у животима различитих људи, углавном детектива из 21. полицијске постаје у Њујорк у. У филму су главне улоге остварили Кирк Даглас, Џорџ Макриди, Елеанор Паркер, Вилијам Бендикс и Кети О'Донел. Глумица Ли Грант и глумац Јозеф Вајзман својим су наступом управо у овом филму остварили глумачке дебије. Филм је адаптација истоименог позоришног комада аутора Сиднија Кингслија, а сценарио су написали Роберт Вајлер и Филип Јордан. Филм је номинован у четири категорије за престижну награду Оскар, а режирао га је Вилијам Вајлер..
Огорчени полицајац, детектив Џим Маклауд (Даглас), предводи низ осталих ликова у сивилом испуњеној дневној борби детектива с уличним разбојницима. Ускоро ће открити да га његова опсесивна потрага за др. Шнајдером, који зарађује новац обављајући илегалне побачаје, води до властите супруге, за коју открива да је и сама била на побачају. Остали ликови који кроз један дан пролазе кроз полицијску станицу укључују младог лопова, пар провалника и наивну крадљивицу.

## Радња
Филм започиње хапшењем крадљивице (Ли Грант) и њеним довођењем у 21. полицијску станицу у Њујорк у. Изван станице, детектив Џим Маклауд (Кирк Даглас) дели романтични тренутак са својом супругом Мери (Елеанор Паркер) и њих двоје расправљају о деци коју планирају имати. Он се ускоро враћа у постају како би процесуирао младог лопова Артура Киндреда (Крег Хил).
Недуго потом Маклауд се сусреће с Ендикотом Симсом (Ворнер Андерсон), адвокатом "низоземца" Карла Шнајдера (Џорџ Макриди), доктора из Њу Џерсија који је остао без дозволе и који се сумњичи за убиство. Симс обавештава поручника Монахана (Хорас Макмахон) да се Шнајдер жели предати како би избегао Маклаудов бес, а који је наводно кренуо у гневну акцију против доктора за којег се сумња да ради илегалне побачај е. Маклауд изражава своју мржњу према Шнајдеру (и заправо свим криминалцима) сматрајући да је закон увек на њиховој страни.
Ускоро у постају долазе двојица провалника - Чарли Џиннини (Џозеф Вајзман) и Луис Абот (Мајкл Стронг). Уз помоћ свог партнера Бродија (Вилијам Бендикс), Маклауд испитује двојицу мушкараца и успева натерати Абота да се окрене против Џининија. Даља истрага доказује да је Џинини прави лопов, а када дођу до његовог досијеа откривају да је починио много теже прекршаје од обичне крађе.
Када Шнајдер у пратњи Симса дође у станицу, Маклауд га обавештава да ће се на препознавању суочити са својом асистенткињом гђицом Хач (Гладис Џорџ). На Маклаудово гађење, Шнајдер је већ раније подмитио гђицу Хач крзненим капутом, па га она не издваја на препознавању. Маклауд побиесни и назива гђицу Хач лажљивицом пре него је избаци из станице. Признаје Џоу Фејнсону (Луис Ван Рутен) да га његова мржња према сопственом оцу и његовом "криминалном уму" (због којег је његова супруга завршила у лудници) терају да буде груб према свим преступницима.
Маклауд након тога води Шнајдера у болницу, где се налази млада Шнајдерова жртва. Међутим, на путу до болнице Маклауд сазнаје да је девојка преминула, а без ње више не постоји случај против илегалног доктора. На путу натраг до постаје, Шнајдер прети Маклауду с информацијама које наводно има против детектива. Он на то одговара шамарањем и ударањем Шнајдера док се овај скоро не онесвести. Док амбулантна кола долазе по Шнајдера, он поручнику Монахану спомиње презиме "Ђакопети" и једну жену који су наводно повезани са Маклаудом. Када Симс започне испитивати Маклауда и Монахана о детаљима целог случаја, Монахан - без присуства Маклауда - каже да се ради о Мери Маклауд.
За то време у станицу долази Артуров шеф Алберт Р. Причет (Џејмс Малони) како би подигао оптужницу против Артура. Стара пријатељица његове породице, Сузан (Кети О'Доннелл) такође долази и даје Причету 120 долара које је успела намакнути како господин Причет ипак не би подигао оптужницу против њеног пријатеља. Маклауд назива Артура лоповом, али она свеједно моли Причета и куне се да ће му остатак украденог новца вратити следећи дан. Артур је украо новце како би платио вечеру за своју бившу девојку у очајничком покушају да је добије назад. Броди симпатише Артура и разговара с Причетом, те га наговара да узме новац од Сузан. Међутим, љутит због Бродијевог деловања, Маклауд ипак успе наговорити Причета да подигне оптужницу, говорећи да прво криминално дело увек ствара правог криминалца (даје за пример Џининија) те да им се никада не сме показати милост.
У постају ускоро долази Мери Маклауд и разговара с поручником Монаханом око познанства с Ћакопетијем - њеног бившег дечка - и Шнајдером. Она у почетку пориче да их познаје, али када у уред уђе сам Ђакопети, она се расплаче. Ђакопети, под наговором Монахана, признаје да је Мери затруднела док су се њих двоје виђали и да је отишла код доктора Шнајдера на побачај.
Мери ускоро све признаје и своме супругу и моли за његов опрост, али ју он брутално одбија и говори да би радије да умре сам, него да открије да му је жена "дроља", те ју такође упита да ли је доктор Шнајдер крив за то што њих двоје сада не могу имати деце. Шокирана и дубоко повређена Џимовом реакцијом, Мери напушта станицу у сузама.
Касније тога дана Мери поново долази у станицу како би се опростила од Маклауда, а он је моли да остану заједно. Мери пристаје, али након Симсовог коментара о Мерином љубавном животу, Маклауд поново полуди и упита ју с колико је мушкараца била пре него су се њих двоје упознали, те јој говори да не може престати у глави вртити "њене прљаве слике". Називајући га окрутним и осветољубивим, Мери заувек оставља Ммаклауда не желећи "завршити у менталној установи". Заклиње се да га више никада не жели да види.
У међувремену, пљачкаш Џинини искоришћава метеж који настаје када једна жена вриштећи утрчава у постају и говори да је опљачкана, те узима пиштољ једног од полицајаца и неколико пута упуца Маклауда. Маклаудове последње речи упућене су за његову супругу коју моли за опрост, а од осталих колега тражи да буду благи према Артуру. Након што умре, узнемирени Броди ослобађа Артура и говори му да му је боље да од њега не направи мајмуна. Артур и Сузан (који су недуго пре тога једно другоме изјавили љубав) напуштају постају док Монахан истовремено зове свештеника, а Џои медије, како би их обавестио о Маклаудовој смрти.

## Улоге
| Глумац          | Улога                  |
| --------------- | ---------------------- |
| Кирк Даглас     | Детектив Џим Маклауд   |
| Еленор Паркер   | Мери Маклауд           |
| Вилијам Бендикс | Детектив Лу Броди      |
| Кети О'Донел    | Сузан                  |
| Џорџ Mакриди    | Доктор Карл            |
| Хорас Макмахон  | поручник Монохан       |
| Гледис Џорџ     | Мис                    |
| Џозеф Вајзман   | Чарли Џинини,провалник |
| Ли Грант        | крадљивица             |
| Џералд Мор      | Тами Ђакопети          |
| Френк Фејлен    | детектив               |
| Крег Хил        | Артур Киндред          |
| Мајкл Стронг    | Луис                   |
| Луис Ван Рутен  | Џо Фејнсон             |
| Бер Фрiд        | детектив Дакис         |

## Продукција
Филмска верзија изоставља детаље позоришног комада у вези са криминалац подземље и опасност полицијског рада.
Током снимања имао је проблеме са тадашњом цензуром. Тадашња правила нису дозвољавала убиство полицијских службеника нити било какву референцу на абортус. Џозеф Брин је предложио да се експлицитно позивање на абортус замени изразом "фарма беба". Међутим, када је филм пуштен у биоскопску дистрибуцију, сви филмски критичари су интерпретирали Шнајдера као особу која обавља илегалне абортусе. Брин и Вајлер су предложили МПАА-у да ублажи код и дозволи убијање једног полицајца, ако је то стриктно неопходно за расплет. Сви су се сложили, па се филм завршава убиством полицајца баш као и представа.

## Награде и номинације

### Оскар
Филм Детективска Прича имао је 4 номинације за престижну награду Оскар, али није освојио ни једну.
- Најбољи редитељ - Вилијам Вајлер
- Најбоља глумица - Еленор Паркер
- Најбоља споредна глумица - Ли Грант
- Најбољи адаптирани сценарио - Роберт Вајлер и Филип Јордан

### Златни Глобус
Филм Детективска прича имао је 3 номинације за награду Златни глобус, али није освојио нити једну.
- Најбољи филм (драма)
- Најбољи глумац (драма) - Кирк Даглас
- Најбоља споредна глумица - Ли Грант